# Wired (Jeff Beck)

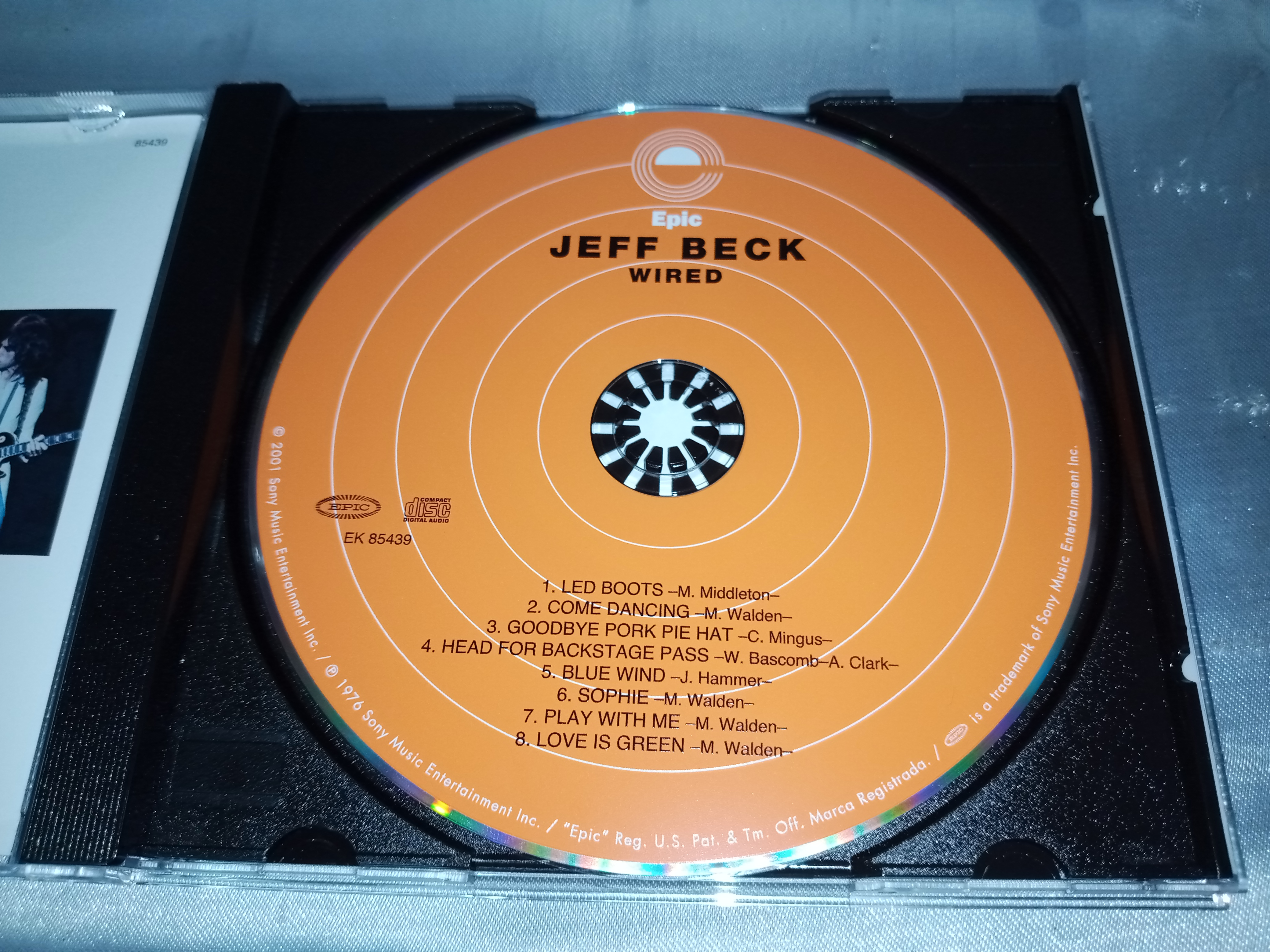

Wired è un album di Jeff Beck pubblicato nel 1976 registrato con musicisti di lusso di estrazione funk/fusion come Narada Michael Walden, Jan Hammer e Max Middleton.

## Il disco
Dopo il successo del suo album precedente, Beck mantenne i suoi due musicisti chiave per il seguito, il tastierista Max Middleton e il produttore George Martin. Beck, inoltre, incominciò una collaborazione con l'ex tastierista della Mahavishnu Orchestra, Jan Hammer e con il batterista Narada Michael Walden; il risultato di questa collaborazione fu un suono più sintetizzato di quello presente nell'album Blow by Blow, da ciò il nome dell'album Wired.
Nonostante la band del precedente album appaia in qualche traccia, quattro sono pezzi originali scritti da Walden e uno da Hammer. Middleton contribuì all'omaggio ai Led Zeppelin, "Led Boots," e Beck decise di interpretare l'ode di Charles Mingus al saxofonista Lester Young, "Goodbye Pork Pie Hat," da Mingus Ah Um, classico del jazz. Questi ultimi due brani sono rimasti una costante per molti anni nel repertorio live di Jeff.
Il 27 marzo 2001, una riedizione rimasterizzata per compact disc fu ristampata per la Legacy Records, Epic Records e per l'etichetta Columbia Records, ora una divisione di Sony Music.

## Tracce
1. "Led Boots" (Max Middleton) – 4:03
2. "Come Dancing" (Narada Michael Walden) – 5:55
3. "Goodbye Pork Pie Hat" (Charles Mingus) – 5:31
4. "Head For Backstage Pass" (Wilbur Bascomb, Andi Clark) – 2:43
5. "Blue Wind" (Jan Hammer) – 5:54
6. "Sophie" (Walden) – 6:31
7. "Play With Me" (Walden) – 4:10
8. "Love Is Green" (Walden) – 2:30

## Formazione
1. Jeff Beck - chitarra
2. Narada Michael Walden - batteria
3. Wilbur Bascomb - basso
4. Max Middleton - piano Fender Rhodes, clavinette
5. Jan Hammer - Sintetizzatore, batteria in "Blue Wind"
6. Ed Green - seconda batteria in "Come Dancing"
7. Richard Bailey - batteria in "Goodbye Pork Pie Hat" e "Head For Backstage Pass"